# National Book Award per la saggistica
Il National Book Award per la saggistica (National Book Award for Nonfiction) è un premio letterario statunitense assegnato annualmente a partire dal 1950.

## Albo d'oro
I vincitori sono indicati in grassetto, a seguire i finalisti.

### Anni 1950-1959
- 1950: Ralph Waldo Emerson di Ralph L. Rusk
  - L'universo e Einstein (The Universe and Dr. Einstein) di Lincoln Barnett
  - La mente matura (The Mature Mind) di H.A. Overstreet
  - Questo io ricordo... (This I Remember) di Eleanor Roosevelt
  - Gli assassini del sogno (Killers of the Dream) di Lillian Smith
  - Lincoln Finds a General di Kenneth P. Williams
- 1951: Herman Melville di Newton Arvin
- 1952: Il mare intorno a noi (The Sea Around Us) di Rachel Carson
  - Le origini del totalitarismo (The Origins of Totalitarianism) di Hannah Arendt
  - Life in America di Marshall Davidson
  - Henry James di F.W. DuPee
  - Birth of a World di Waldo Frank
  - George Washington di Douglas S. Freeman
  - Il linguaggio dimenticato (The Forgotten Language) di Erich Fromm
  - Gli sradicati (The Uprooted) di Oscar Handlin
  - A Walker in the City di Walker Kazin
  - Jefferson and the Rights of Man di Dumas Malone
  - Colletti bianchi: la classe media americana (White Collar) di C. Wright Mills
  - The Far Side of Paradise di Arthur Mizener
  - Conduct of Life di Lewis Mumford
  - Charles Evans Hughes di Merlo Pusey
  - Thomas Jefferson di Nathan Schachner
  - The Autobiography of William Carlos Williams di William Carlos Williams
  - Reunion and Reaction di C. Vann Woodward
- 1953: La corsa all'Impero (The Course of Empire) di Bernard A. De Voto
  - A Declaration of Faith di Herbert Agar
  - Ushant di Conrad Aiken
  - Il grande passo (The Big Change) di Frederick L. Allen
  - Let There Be Bread di Robert Brittain
  - The Confident Years di Van Wyck Brooks
  - Witness di Whittaker Chambers
  - Rome and a Villa di Eleanor Clark
  - Beyond the High Himalayas di William O. Douglas
  - George Washington, Vol. V di Douglas S. Freeman
  - Rendezvous with Destiny di Eric Goldman
  - The Spirit of Liberty di Learned Hand
  - William Faulkner di Irving Howe
  - The Uses of the Past di Herbert Müller
  - The Taming of the Nations di F.S.C. Northrup
  - The Days Before di Katherine Anne Porter
  - Midstream: Lincoln the President di J.G. Randall
  - Abraham Lincoln di Benjamin Thomas
  - Sam Clemens of Hannibal di Dixon Wecter
  - Lincoln Finds a General, Vol. III di Kenneth P. Williams
  - The Shores of Light di Edmund Wilson
- 1954: A Stillness at Appomattox di Bruce Catton
- 1955: The Measure of Man di Joseph Wood Krutch
  - Scenes and Portraits di Van Wyck Brooks
  - The Challenge of Man's Future di Harrison Brown
  - But We Were Born Free di Elmer Davis
  - The Roosevelt Family of Sagamore Hill di Hermann Hagedorn
  - Great River di Paul Horgan
  - The Manner is Ordinary di John La Farge
  - Bent's Fort di David Lavender
  - Abraham Lincoln di Carl Sandburg
  - Beyond the Hundredth Meridian di Wallace Stegner
  - The Test of Freedom di Norman Thomas
  - The Second Tree from the Corner di E.B. White
- 1956: An American in Italy di Herbert Kubly
  - The Solitary Singer di Gay Wilson Allen
  - Government by Investigation di Alan Barth
  - The Edge of the Sea di Rachel Carson
  - The Land They Fought For di Clifford Dowdey
  - Africa (Inside Africa) di John Gunther
  - L'eta delle riforme: da Bryan a F. D. Roosevelt (The Age of Reform) di Richard Hofstadter
  - Part of Our Time di Murray Kempton
  - Gift from the Sea di Anne Morrow Lindbergh
  - They Thought They Were Free di Milton Mayer
  - Notre Dame of Paris di Allan Temko
  - Year of Decisions di Harry S. Truman
  - I manoscritti del Mar Morto (The Scrolls from the Dead Sea) di Edmund Wilson
- 1957: Russia Leaves the War di George F. Kennan
  - John Quincy Adams and the Union di Samuel F. Bemis
  - Roosevelt: The Lion and the Fox di James MacGregor Burns
  - This Hallowed Ground di Bruce Catton
  - Old Bullion Benton di William Chambers
  - Guides to Straight Thinking di Stuart Chase
  - The Atomic Quest di Arthur H. Compton
  - Franklin D. Roosevelt: The Triumph di Frank Freidel
  - The Crucial Decade di Eric Goldman
  - Storia di una suora (The Nun's Story) di Kathryn Hulme
  - Richard III di Paul Murray Kendall
  - Ritratti del coraggio (Profiles in Courage) di John F. Kennedy
  - The Revolt of the Moderates di Samuel Lubell
  - The Raven and the Whale di Perry Miller
  - Transformations of Man di Lewis Mumford
  - Autumn Across America di Edwin W. Teale
  - Segregation di Robert Penn Warren
  - L'uomo dell'organizzazione (The Organization Man) di William Whyte, Jr.
- 1958: The Lion and the Throne di Catherine Drinker Bowen
  - Mr. Baruch di Margaret Coit
  - The Reformation di Will Durant
  - Alexander Hamilton in the American Tradition di Louis Hacker
  - Poets in a Landscape di Gilbert Highet
  - Justice Holmes: The Shaping Years, 1841-1870 di Mark deWolfe Howe
  - Nuclear Weapons and Foreign Policy di Henry A. Kissinger
  - Memories of a Catholic Girlhood di Mary McCarthy
  - A Proposal: Key to an Effective Foreign Policy di Max F. Milliken e W. W. Rostow
  - I persuasori occulti (The Hidden Persuaders) di Vance Packard
  - The Twentieth Maine di John Pullen
  - As France Goes di David Schoenbrun
  - Bridge to the Sun di Gwen Terasaki
  - The Citadel di W.S. White
- 1959: Amante di un secolo: Madame de Stael (Mistress to an Age: A Life of Madame De Stael) di J. Christopher Herold
  - Vita activa: la condizione umana (The Human Condition) di Hannah Arendt
  - Private di Lester Atwell
  - The Americans di Daniel J. Boorstin
  - Segregazione a Louisville: il mondo del sud, sfida ai razzisti, spari nella notte, la stampa vede rosso, l'esplosione, il fallimento della polizia, terrore nella comunità, il grande esorcismo, sguardo al futuro (The Wall Between) di Anne Braden
  - Naked to Mine Enemies di Charles Ferguson
  - The Civil War, Vol. I di Shelby Foote
  - La società opulenta (The Affluent Society) di John Kenneth Galbraith
  - Only in America di Harry Golden
  - La Russia, l'atomo e l'Occidente (Russia, the Atom and the West) di George F. Kennan
  - Marlborough's Duchess di Louis Kronenberger
  - A Case History of Hope di Flora Lewis
  - La mia vita di giornalista: un viaggio attraverso la storia contemporanea (Journey to the Beginnings) di Edgar Snow

### Anni 1960-1969
- 1960: James Joyce di Richard Ellmann
  - The House of Intellect di Jacques Barzun
  - Power without Property di A.A. Berle
  - The Curse of the Misbegotten di Croswell Bowen
  - The Fourth Branch of Government di Douglass Cater
  - Two Gentle Men di Marchette Chute
  - Asa Gray di A. Hunter DuPree
  - Life in the Theatre di Tyrone Guthrie
  - Life in the Crystal Palace di Alan Harrington
  - Act One di Moss Hart
  - One Great Society di Howard Mumford Jones
  - The Great Command di Ward Jones
  - Edison di Matthew Josephson
  - Human Nature and the Human Condition di Joseph Wood Krutch
  - Endurance: l'incredibile viaggio di Shackleton (Endurance) di Alfred Lansing
  - In the Days of William McKinley di Margaret Leech
  - LaGuardia, Vol. I di Arthur Mann
  - The Armada di Garrett Mattingly
  - Alexander Hamilton di John C. Miller
  - John Paul Jones di Samuel Eliot Morison
  - More than Meets the Eye di Carl Mydans
  - The War for the Union, Vol. I di Allan Nevins
  - The Marauders di Charles Ogburn, Jr.
  - The Status Seekers di Vance Packard
  - The Delectable Mountains di Berton Rouechè
  - The Coming of the New Deal, Vol. II, The Age of Roosevelt di Arthur M. Schlesinger Jr.
  - Pickett's Charge di George R. Stewart
  - The Harmless People di Elizabeth Thomas
  - The Years with Ross di James Thurber
- 1961: Storia del Terzo Reich (The Rise and Fall of the Third Reich) di William L. Shirer
  - Guida alla scienza per l'uomo moderno (The Intelligent Man's Guide to Science) di Isaac Asimov
  - Tre maestri dell'architettura moderna (The Master Builders) di Peter Blake
  - Chancellor Robert R. Livingston di George Dangerfield
  - Charles Sumner and the Coming of the Civil War di David Donald
  - My Wilderness di William O. Douglas
  - Firmament of Time di Loren Eiseley
  - Goodbye to a River di John Graves
  - Name and Address di T.S. Mathews
  - Thomas Wolfe di Elizabeth Nowell
  - Felix Frankfurter Reminisces di Harlan B. Phillips
  - The Politics of Upheaval di Arthur M. Schlesinger Jr.
- 1962: La città nella storia (The City in History: Its Origins, its Transformations and its Prospects) di Lewis Mumford
  - L'istinto di uccidere: le origini e la natura animali dell'uomo (African Genesis) di Robert Ardrey
  - Nessuno sa il mio nome (Nobody Knows My Name) di James Baldwin
  - The Will of Zeus di Stringfellow Barr
  - The Architecture of America di John Burchard e Albert Bush-Brown
  - I sogni della ragione (The Dreams of Reason) di René Dubos
  - Vita e morte delle grandi città: saggio sulle metropoli americane (The Death and Life of Great American Cities) di Jane Jacobs
  - I figli di Sanchez (The Children of Sanchez) di Oscar Lewis
  - A Matter of Life and Death di Virginia Peterson
  - Sinclair Lewis di Mark Schorer
  - Lafcadio Hearn di Elizabeth Stevenson
  - The Making of the President di Theodore H. White
  - John Bunyan di Ola Elizabeth Winslow
- 1963: Henry James, Vol. II: The Conquest of London e Henry James, Vol. III: The Middle Years di Leon Edel
  - Primavera silenziosa (Silent Spring) di Rachel Carson
  - O'Neill di Arthur e Barbara Gelb
  - Contemporaries di Alfred Kazin
  - I favolosi Rothschild (The Rothschilds) di Frederic Morton
  - Chekhov di Ernest J. Simmons
  - John Adams di Page Smith
  - The Guns of August di Barbara W. Tuchman
  - Patriotic Gore di Edmund Wilson
- 1964:
  - Arte e letteratura: John Keats: The Making of a Poet di Aileen Ward
  - Scienza, filosofia e religione: Man-made America di Christopher Tunnard e Boris Pushkarev
    - La prossima volta, il fuoco (The Fire Next Time) di James Baldwin
    - John Keats di Walter Jackson Bate
    - The Last Horizon di R. F. Dasmann
    - Wasp Farm di Howard Ensign Evans
    - The Civil War, Vol. II di Shelby Foote
    - Beyond the Melting Pot di Nathan Glazer e Daniel P. Moynihan
    - Società e intellettuali in America (Anti-Intellectualism in American Life) di Richard Hofstadter
    - Change, Hope and the Bomb di David E. Lilienthal
    - The First New Nation di Seymour M. Lipset
    - Success Story: The Life and Times of S.S. McClure di Peter Lyons
    - The South and the Southerner di Ralph McGill
    - Apollinaire di Francis Steegmuller
    - The Quiet Crisis di Stewart Udall
    - The Fabulous Life of Diego Rivera di Bertram D. Wolfe

  - Storia e biografia: The Rise of the West: A History of the Human Community di William H. McNeill
- 1965:
  - Arte e letteratura: Oysters of Lockmariaquer di Eleanor Clark
    - Life of the Drama di Eric Bentley
    - The Theater of Revolt di Robert Brustein
    - Poiché ero carne (Because I Was Flesh) di Edward Dahlberg
    - Shadow and Act di Ralph Ellison
    - O Strange New World: American Culture, the Formative Years di Howard Mumford Jones

  - Scienza, filosofia e religione: Dio e Golem s.p.a.: Cibernetica e religione (God and Golem, Inc: A Comment on Certain Points where Cybernetics Impinges on Religion) di Norbert Wiener
    - La spia del Vaticano: 23 anni di attività di un gesuita nell'Unione Sovietica (With God in Russia) di Walter J. Ciszek
    - Heredity and the Nature of Man di Theodosius Dobzhansky
    - The Language of Nature di David Hawkins
    - Il problema di Dio: ieri e oggi (The Problem of God) di John Courtney Murray
    - We Are Not Alone di Walter Sullivan

  - Storia e biografia: Vita di Lenin (The Life of Lenin) di Louis Fischer
    - Pedro Martinez: A Mexican Peasant and His Family di Oscar Lewis
    - L'era delle rivoluzioni democratiche (The Age of the Democratic Revolution) di R.R. Palmer
    - Rehearsal for Reconstruction: The Port Royal Experiment di Willie Lee Rose
    - Henry Adams: The Major Phase di Ernest Samuels
    - The Founding Father: The Story of Joseph P. Kennedy di Richard J. Whelan
- 1966:
  - Arte e letteratura: Paris Journal, 1944-1965 di Janet Flanner
    - Starting Out in the Thirties di Alfred Kazin
    - Trials of the Work di R.W.B. Lewis
    - The Myth and the Powerhouse di Philip Rahv
    - Al di là della cultura: saggi su Austen, Wordsworth, Keats, Freud, Babel, Leavis, Snow, Hawthorne e Joyce (Beyond Culture) di Lionel Trilling
    - Storia della critica moderna (History of Modern Criticism) di Rene Wellek

  - Scienza, filosofia e religione: non assegnato
    - The Love of Anxiety di Charles Frankel
    - Coming of Age in America di Edgar Z. Friedenberg
    - Science and Ethical Values di Bentley Glass
    - The Peril and a Hope di Alice Kimball Smith

  - Storia e biografia: I mille giorni di John F. Kennedy alla Casa Bianca (A Thousand Days) di Arthur M. Schlesinger Jr.
    - The Bill of Rights di Irving Brant
    - Charles Francis Adams, Jr. di Edward Chase Kirkland
    - The Peacemakers di Richard B. Morris
    - The Lost Revolution di Robert Shaplen
    - The Making of the President, 1964 di Theodore H. White
- 1967:
  - Arte e letteratura: Mr. Clemens and Mark Twain: A Biography di Justin Kaplan
    - Daumier di Oliver Larkin
    - James Boswell: The Earlier Years di Frederick A. Pottle
    - In My Father's Court di Isaac Bashevis Singer
    - Contro l'interpretazione (Against Interpretation) di Susan Sontag
    - Robert Frost: The Early Years di Lawrence Thompson

  - Scienza, filosofia e religione: La vida: a Puerto Rican family in the culture of poverty di Oscar Lewis
    - Marcello Malpighi and the Evolution of Embryology di Howard B. Adelman
    - Il linguaggio della vita: un'introduzione alla genetica (The Language of Life) di George e Muriel Beadle
    - Saggi di economia (Essays in Economics) di Wassily Leontief
    - Gli usi della fede dopo Freud: il trionfo della terapeutica in Freud, Jung, Reich e Lawrence (The Triumph of the Therapeutic) di Philip Rieff
    - Phenomenological Psychology di Erwin Straus

  - Storia e biografia: The Enlightenment, Vol. I: An Interpretation the Rise of Modern Paganism di Peter Gay
    - The Icon and the Axe di James H. Billington
    - Il problema della schiavitù nella cultura occidentale (The Problem of Slavery in Western Culture) di David Brion Davis
    - James Russell Lowell di Martin Duberman
    - Le origini sociali della dittatura e della democrazia (Social Origins of Dictatorship and Democracy) di Barrington Moore Jr.
    - Journey to the Frontier di Peter Stansky e William Abrahams
- 1968
  - Arte e letteratura: Selected Essays di William Troy
    - A Primer of Ignorance di R.P. Blackmur
    - Stop-Time di Frank Conroy
    - Music, the Arts and Ideas di Leonard B. Meyer
    - The New Poets di M.L. Rosenthal
    - Beardsley di Stanley Weintraub

  - Scienza, filosofia e religione: Death at an Early Age di Jonathan Kozol
    - Le domande supreme della biologia (The Biology of Ultimate Concern) di Theodosius Dobzhansky
    - Il nuovo Stato industriale (The New Industrial State) di John Kenneth Galbraith
    - Mind: An Essay on Human Feeling di Suzanne K. Langer
    - Il mito della macchina (The Myth of the Machine) di Lewis Mumford

  - Storia e biografia: Memoirs: 1925-1950 di George F. Kennan
    - Woodrow Wilson: The Academic Years di H.W. Bragdon
    - The Cold War as History di Louis J. Halle
    - To Move a Nation di Roger Hilsman
    - Lost New York di Nathan Silver
- 1969
  - Arte e letteratura: Le armate della notte (The Armies of the Night: History as a Novel, The Novel as History) di Norman Mailer
    - Men in Dark Times di Hannah Arendt
    - Weimar Culture di Peter Gay
    - George Eliot di Gordon S. Haight
    - Victorian Minds di Gertrude Himmelfarb

  - Scienze: Death in Life: Survivors of Hiroshima di Robert J. Lifton
    - So Human an Animal di René Dubos
    - A Portrait of Isaac Newton di Frank E. Manuel
    - The Crime of Punishment di Karl Menninger
    - La doppia elica (The Double Helix) di James D. Watson

  - Storia e biografia: White over Black: American Attitudes Toward the Negro, 1550-1812 di Winthrop D. Jordan
    - Lawrence e Oppenheimer (Lawrence and Oppenheimer) di Nuel Pharr Davis
    - The Indian Heritage of America di Alvin M. Josephy Jr.
    - Miami e l'assedio di Chicago (Miami and the Siege of Chicago: An Informal History of the Republic and Democratic Conventions of 1968) di Norman Mailer
    - The South and the Sectional Conflict di David M. Potter

### Anni 1970-1979
- 1970
  - Arte e letteratura: Una donna incompiuta (An Unfinished Woman: A Memoir) di Lillian Hellman
    - Alone with America: Essays on the Art of Poetry in the United States Since 1950 di Richard Howard
    - Dr. Bowdler's Legacy: A History of Expurgated Books in England and America di Noel Perrin
    - Voyage: A Life of Hart Crane di John Unterecker
    - Reflections Upon a Sinking Ship di Gore Vidal

  - Filosofia e religione: La verità di Gandhi: sulle origini della nonviolenza militante (Gandhi's Truth: On the Origins of Militant Nonviolence) di Erik Erikson
    - Beyond Economics di Kenneth E. Boulding
    - The Unexpected Universe di Loren Eiseley
    - Love and Will di Rollo May
    - La nascita di una controcultura: riflessioni sulla società tecnocratica e sull'opposizione giovanile (The Making of a Counter Culture) di Theodore Roszak

  - Storia e biografia: Huey Long di T. Harry Williams
    - Present at the Creation: My Years in the State Department di Dean Acheson
    - The Limits of Intervention di Townsend Hoopes
    - Morire per gli Indios: storia di Emiliano Zapata (Zapata and the Mexican Revolution) di John Womack Jr.
    - The Creation of the American Republic di Gordon S. Wood
- 1971
  - Arte e letteratura: Cocteau: A Biography di Francis Steegmuller
    - Yeats di Harold Bloom
    - Erik H. Erikson di Robert Coles
    - Zelda di Nancy Milford
    - Il mito della macchina (The Myth of the Machine: The Pentagon of Power) di Lewis Mumford
    - The Alternative Society di Kenneth Rexroth

  - Scienze: Science in the British Colonies of America di Raymond Phineas Sterns
    - The Body Has a Head di Gustav Eckstein
    - Technological Man di Victor C. Ferkiss
    - Design with Nature di Ian L. McHarg
    - Life of Man di Theodore Rosebury

  - Storia e biografia: Roosevelt: The Soldier of Freedom di James MacGregor Burns
    - Charles Sumner and the Rights of Man di David Donald
    - Against the Evidence: The Becker-Rosenthal Affair di Andy Logan
    - Jefferson the President: First Term, 1801-1805 di Dumas Malone
    - Gli ultimi giganti (The Last of the Giants) di C. L. Sulzberger
- 1972
  - Arte e letteratura: Lo stile classico: Haydn, Mozart, Beethoven (The Classical Style: Haydn, Mozart, Beethoven) di Charles Rosen
    - Natural Supernaturalism: Tradition and Revolution in Romantic Literature di M.H. Abrams
    - Sorties di James Dickey
    - Imagination and Power: A Study of Poetry on Public Themes di Thomas R. Edwards
    - Coleridge, The Damaged Archangel di Norman Fruman
    - Fact and Symbol: Essays in the Sociology of Art and Literature di Cesar Grana
    - Ballet Chronicle di B.H. Haggin
    - Harlem Renaissance di Nathan Irving Huggins
    - Images and Shadows di Iris Origo
    - Movies into Films: Film Criticism, 1967-1970 di John Simon

  - Attualità: The Last Whole Earth Catalogue, curato da Stewart Brand
  - Biografia: Eleanor and Franklin: The Story of Their Relationship, Based on Eleanor Roosevelt's Private Papers di Joseph P. Lash
    - After Great Pain: The Inner Life of Emily Dickinson di John Cody
    - Charles Demuth di Emily Farnham
    - Benjamin Rush di David Freeman Hawke
    - James Madison di Ralph Ketcham
    - Inside, Looking Out: A Personal Memoir di Harding Lemay
    - Indian Man: A Life of Oliver La Farge di D'Arcy McNickle
    - Hogarth, Vol. II di Ronald Paulson
    - Henry VIII di Lacey Baldwin Smith
    - Stillwell and the American Experience in China, 1911-45 di Barbara W. Tuchman

  - Filosofia e religione: Righteous Empire: The Protestant Experience in America di Martin E. Marty
  - Scienze: The Blue Whale di George L. Small
  - Storia: Ordeal of the Union, Vols. VII & VIII: The Organized War, 1863-1864 and The Organized War to Victory di Allan Nevins
- 1973
  - Arte e letteratura: Diderot di Arthur M. Wilson
    - Jean Renoir: The World of His Films di Leo Braudy
    - The Fred Astaire & Ginger Rogers Book di Arlene Croce
    - Self-Consuming Artifacts: The Experience of Seventeenth-Century Literature di Stanley Fish
    - Shakespeare and the Energies of Drama di Michael Goldman
    - Poe di Daniel Hoffman
    - South to a Very Old Place di Albert Murray
    - Realism di Linda Nochlin
    - The De-Definition of Art: Action Art to Pop to Earthworks di Harold Rosenberg
    - Other Criteria: Confrontations with Twentieth-Century Art di Leo Steinberg
    - Sincerity and Authenticity di Lionel Trilling
    - American Popular Song: The Great Innovators, 1900-1950 di Alec Wilder
    - On Film: Unpopular Essays on a Popular Art di Vernon Young

  - Attualità: Il lago in fiamme: storia della guerra in Vietnam (Fire in the Lake: The Vietnamese and the Americans in Vietnam) di Frances FitzGerald
    - The Almanac of American Politics di Michael Barone, Grant Ujifusa e Douglas Mathews
    - Herblock's State of the Union di Herbert Block
    - Crisis in Watertown di Lynn Eden
    - The Best and the Brightest di David Halberstam
    - Cover-Up di Seymour Hersh
    - Mao and China di Stanley Karnow
    - The Hidden Injuries of Class di Richard Sennett e Jonathan Cobb
    - Il popolo della montagna (The Mountain People) di Colin M. Turnbull
    - Bare Ruined Choirs di Garry Wills
    - Attica: The Official Report of the New York State Special Commission on Attica

  - Biografia: George Washington, Vol. IV: Anguish and Farewell, 1793-1799 di James Thomas Flexner
    - Combat in the Erogenous Zone di Ingrid Bengis
    - Herself di Hortense Calisher
    - FDR: The Beckoning of Destiny, 1882-1928 di Kenneth S. Davis
    - Henry James, Vol. V: The Master, 1901-1916 di Leon Edel
    - Mary Wollstonecraft di Eleanor Flexner
    - Gemini di Nikki Giovanni
    - Run-Through di John Houseman
    - Lesser Lives di Diane Johnson
    - Memoirs, 1950-1963 di George F. Kennan
    - Eleanor: The Years Alone di Joseph P. Lash
    - L'inverno delle more: la parabola della mia vita (Blackberry Winter: My Earlier Years) di Margaret Mead
    - The Unknown Orwell di Peter Stansky e William Abrahams

  - Filosofia e religione: A Religious History of the American People di S.E. Ahlstrom
    - The Will to be Human di Silvano Arieti
    - Camus and Sartre di Germaine Bree
    - Mysticism and Morality di Arthur C. Danto
    - The Senses of Walden di Stanley Cavell
    - Person and God in a Spanish Valley di William A. Christian Jr.
    - The Domination of Nature di William Leiss
    - Where the Wasteland Ends di Theodore Roszak
    - Science and Sentiment in America di Morton White
    - Fictional Transfigurations of Jesus di Theodore Ziolkowski

  - Scienze: The Serengeti Lion: A Study of Predator-Prey Relations di George B. Schaller
    - Aquaculture di John E. Bardach
    - Il computer da Pascal a Von Neumann: le radici americane dell'elaboratore moderno (The Computer from Pascal to Von Neumann) di Herman H. Goldstine
    - Exploring New Ethics for Survival di Garrett Hardin
    - Storia del pensiero matematico (Mathematical Thought from Ancient to Modern Times) di Morris Kline
    - The Tree Where Man Was Born/The African Experience di Peter Matthiessen
    - Wallace and Natural Selection di H. Lewis McKinney
    - Cancer di Victor Richards
    - Land Above the Trees di Ann H. Zwinger e Beatrice E. Willard

  - Storia: The Children of Pride di Robert Manson Myers ex aequo Judenrat di Isaiah Trunk
    - Presidential Character di James D. Barber
    - Mussolini and Fascism di John P. Diggins
    - Sugar and Slaves di Richard Dunn
    - Science and Philosophy in the Soviet Union di Loren B. Graham
    - Glorious Revolution in America di David Lovejoy
    - The Dream and the Deal di Jerre Mangione
    - Vichy France di Robert O. Paxton
    - Mao's Way di Edward R. Rice
- 1974
  - Arte e letteratura: Deeper into the Movies di Pauline Kael
    - The Unwritten War di Daniel Aaron
    - Forewords and Afterwords di Wystan Hugh Auden
    - Mandelstam di Clarence Brown
    - Golden Codgers di Richard Ellmann
    - A Decade of Music di B.H. Haggin
    - Pentimento di Lillian Hellman
    - Walking the Dead Diamond River di Edward Hoagland
    - Elie Nadelman di Lincoln Kirstein
    - Explaining Music di Leonard B. Meyer
    - The Inspector di Saul Steinberg
    - Americans and the California Dream di Kevin Starr

  - Attualità: The Briar Patch di Murray Kempton
    - The Truth About Kent State di Peter Davies
    - Economics di John Kenneth Galbraith
    - In Search of Ali Mahmoud di Vivian Gornick
    - Indispensable Enemies di Walter Karp
    - Home from the War di Robert J. Lifton
    - Kind and Usual Punishment di Jessica Mitford
    - Sixties Going on Seventies di Nora Sayre
    - The Imperial Presidency di Arthur M. Schlesinger Jr.
    - The Saturday Night Special and Other Guns di Robert Sherill

  - Biografia: The Shaping of the Historian di John Clive ex aequo Malcolm Lowry: A Biography di Douglas Day
    - Sir Harry Vane di J.H. Adamson
    - Bell di Robert V. Bruce
    - Bukharin and the Bolshevik Revolution di Stephen F. Cohen
    - Jean-Jacques Rousseau: The Prophetic Voice, Vol. II di Lester G. Crocker
    - Buried Alive di Myra Friedman
    - Lawyer's Lawyer di William H. Harbaugh
    - The Devil and John Foster Dulles di Townsend Hoopes
    - O'Neill di Louis Sheaffer
    - Catherine Beecher di Kathryn Kish Sklar
    - Stalin di Adam B. Ulam

  - Filosofia e religione: Edmund Husserl: Philosopher of Infinite Tasks di Maurice Natanson
    - Generative Man di Don S. Browning
    - The Seduction of the Spirit di Harvey Cox
    - Anatomia della distruttività umana (The Anatomy of Human Destructiveness) di Erich Fromm
    - Sartre di Marjorie Grene
    - The Critique of Domination di Trent Schroyer
    - The Communal Experience di Laurence Veysey
    - History and Will di Frederick Wakeman Jr.
    - Studies in the History of Philosophy and Religion di Harry Austryn Wolfson
    - Puritanism in America di Larzer Ziff

  - Scienze: La vita: un esperimento non finito (Life: The Unfinished Experiment) di Salvador Edward Luria
    - Einstein di Jeremy Bernstein
    - Genetic Diversity & Human Equality di Theodosius Dobzhansky
    - Genetic Fix di Amitai Etzioni
    - Are Quanta Real? di J.M. Jauch
    - Desert di Ruth Kirk
    - Mind, Vol. II di Suzanne K. Langer
    - Autumn of the Eagle di George Laycock
    - Tahitians di Robert I. Levy
    - Behavior di William T. Powers
    - Deaths of Man di Edwin S. Shneidman

  - Storia: The Shaping of the Historian di John Clive
    - Frederick Jackson Turner di Ray Allen Billington
    - The Americans di Daniel J. Boorstin
    - Franklin D. Roosevelt di Frank Freidel
    - A History of American Law di Lawrence M. Friedman
    - Venice di Frederic C. Lane
    - Riches, Class and Power Before the Civil War di Edward Pessen
    - Regeneration Through Violence di Richard Slotkin
    - The Other Bostonians di Stephen Thernstrom
    - Stalin as Revolutionary di Robert C. Tucker
- 1975
  - Arte e letteratura: Marcel Proust di Roger Shattuck ex aequo Le vite di una cellula: appunti di un biologo (The Lives of a Cell: Notes of a Biology Watcher) di Lewis Thomas
    - Eight Contemporary Poets di Calvin Bedient
    - Egon Schiele's Portraits di Alessandra Comini
    - Style in History di Peter Gay
    - The Making of Modern Drama di Richard Gilman
    - Seduction and Betrayal di Elizabeth Hardwick
    - Meyerhold di Marjorie L. Hoover
    - Six Studies di H.W. Janson
    - Liszt di Eleanor Perenyi
    - Essays on Music in the Modern World di Oliver Strunk

  - Attualità: All God's Dangers: The Life of Nate Shaw di Theodore Rosengarten
    - Executive Privilege di Raoul Berger
    - Tutti gli uomini del Presidente : l'affare Watergate (All the President's Men) di Carl Bernstein e Bob Woodward
    - The Chasm di Robert Campbell
    - The Power Broker di Robert A. Caro
    - Charlie Simpson's Apocalypse di Joe Eszterhas
    - The Black Book, curato da Middleton Harris
    - The Working Class Majority di Andrew Levinson
    - Lo zen e l'arte della manutenzione della motocicletta (Zen and the Art of Motorcycle Maintenance) di Robert M. Pirsig
    - The Logic of World Power di Franz Schurman
    - Muscle and Blood di Rachel Scott
    - Working di Studs Terkel

  - Biografia: The Life of Emily Dickinson di Richard B. Sewall
    - Patrick Henry di Richard R. Beeman
    - Carrying the Fire di Michael Collins
    - Edward Weston di Ben Maddow
    - Charmed Circle di James R. Mellow
    - Your Isadora di Francis Steegmuller
    - The Uneasy Chair di Wallace Stegner
    - Bix di Richard M. Sudhalter e Philip R. Evans
    - Gesualdo di Glenn Watkins
    - Friar Thomas D'Aquino di James A. Weisheipl

  - Filosofia e religione: Anarchia, stato e utopia. I fondamenti filosofici dello "Stato minimo" (Anarchy, State and Utopia) di Robert Nozick
    - Myths, Models and Paradigms di Ian G. Barbour
    - Soul-Force di Leonard E. Barrett
    - The Ordeal of Civility di John Murray Cuddihy
    - Religious American di Philip Garvin e Julia Welch
    - Religion and Revolution di Guenter Lewy
    - Peyote Hunt di Barbara G. Meyerhoff
    - The Spirit of Eastern Christendom, Vol. II di Jaroslav Pelikan
    - Faith and Fratricide di Rosemary Radford Ruether

  - Scienze: Interpretazione della schizofrenia (Interpretation of Schizophrenia) di Silvano Arieti ex aequo Le vite di una cellula: appunti di un biologo (The Lives of a Cell: Notes of a Biology Watcher) di Lewis Thomas
    - Einstein and the Generation of Science di Lewis S. Feuer
    - Darwin on Man di Howard E. Gruber e Paul Barrett
    - H.G.J. Moseley di J.L. Heilbron
    - The Voyages of Apollo di Richard S. Lewis
    - Il nucleare tra guerra e pace (The Curve of Binding Energy) di John McPhee
    - Obbedienza all'autorità: uno sguardo sperimentale (Obedience to Authority) di Stanley Milgram
    - Continents in Motion di Walter Sullivan
    - Legends of the Earth di Dorothy B. Vitaliano

  - Storia: The Ordeal of Thomas Hutchinson di Bernard Bailyn
    - Salem Possessed di Paul Boyer e Stephen Nissenbaum
    - Rome Before Avignon di Robert Brentano
    - The Civil War di Shelby Foote
    - Roll, Jordan, Roll di Eugene D. Genovese
    - Youth and History di John R. Gillis
    - The Last Generation of the Roman Republic di Erich S. Gruen
    - Utopian Communism in France di Christopher H. Johnson
    - The Revolutionary Left in Spain di Gerald H. Meaker
    - Strikes in France di Edward Shorter e Charles Tilly
    - The Maturing of Multinational Enterprise di Mira Wilkins
    - Black Majority di Peter H. Wood
- 1976
  - Arte e letteratura: La grande guerra e la memoria moderna (The Great War and Modern Memory) di Paul Fussell
    - Njinsky Dancing di Lincoln Kirstein
    - The Holocaust and the Literary Imagination di Lawrence L. Langer
    - La pittura moderna e la tradizione romantica del Nord: da Friedrich a Rothko (Modern Painting and the Northern Romantic Tradition) di Robert Rosenblum
    - The Female Imagination di Patricia Meyer Spacks
    - Michelangelo's Last Paintings di Leo Steinberg

  - Attualità: Passage to Ararat di Michael J. Arlen
    - Global Reach di Richard J. Barnet e Ronald E. Muller
    - Le piramidi del sacrificio: etica politica e trasformazione sociale (Pyramids of Sacrifice) di Peter L. Berger
    - La moneta: da dove viene e dove va (Money) di John Kenneth Galbraith
    - Minamata di Eugene W. Smith e Aileen M. Smith
    - A Time to Die di Tim Wicker

  - Storia e biografia: The Problem of Slavery in the Age of Revolution, 1770-1823 di David Brion Davis
    - Lamy of Santa Fe di Paul Horgan
    - Edith Wharton di R.W.B. Lewis
    - La rifondazione dell'Europa borghese: Francia, Germania e Italia nel decennio successivo alla Prima Guerra Mondiale (Recasting Bourgeois Europe) di Charles S. Maier
    - American Slavery American Freedom di Edmund S. Morgan
    - La Russia: potere e società dal Medioevo alla dissoluzione dell'Ancien regime (Russia Under the Old Regime) di Richard Pipes
    - Charles Ives and His America di Frank R. Rossiter
    - A World Destroyed di Martin J. Sherwin
- 1977
  - Biografia e autobiografia: Norman Thomas: The Last Idealist di W. A. Swanberg
    - The Rockerfellers di Peter Collier e David Horowitz
    - Diario VI - 1955-1966 (The Diary of Anais Nin, Vol. VI) di Anaïs Nin
    - The Lives of Roger Casement di B.L. Reid
    - Letters of E.B. White di E.B. White

  - Pensiero contemporaneo: Il mondo incantato: uso, importanza e significati psicoanalitici delle fiabe (The Uses of Enchantment: The Meaning and Importance of Fairy Tales) di Bruno Bettelheim
    - The Mermaid and the Minotaur di Dorothy Dinnerstein
    - Dostoyevsky di Joseph Frank
    - Kicked a Building Lately? di Ada Louise Huxtable
    - Awakening from the American Dream di Rufus E. Miles Jr.

  - Storia: La terra promessa: ebrei a New York (World of Our Fathers) di Irving Howe
    - Democratic Promise di Lawrence Goodwyn
    - Woman's Body, Woman's Right di Linda Gordon
    - Simple Justice di Richard Kluger
    - America as Art di Joshua C. Taylor
- 1978
  - Biografia e autobiografia: Samuel Johnson di W. Jackson Bate
    - Delmore Schwartz di James Atlas
    - Brother to a Dragonfly di Will D. Campbell
    - A Dual Autobiography di Will Durant e Ariel Durant
    - Black Jack di Frank E. Vandiver

  - Pensiero contemporaneo: Winners & Losers di Gloria Emerson
    - Everything in Its Path di Kai T. Erikson
    - The Vast Majority di Michael Harrington
    - Pink Collar Workers di Louise Kapp Howe
    - Il crollo della mente bicamerale e l'origine della coscienza (The Origin of Consciousness in the Breakdown of the Bicameral Mind) di Julian Jaynes

  - Storia: The Path Between the Seas: The Creation of the Panama Canal 1870-1914 di David McCullough
    - The Empire of Reason di Henry Steele Commager
    - Conflict and Crisis di Robert J. Donovan
    - A Species of Eternity di Joseph Kastner
    - L'oro del Reich: Bismarck e i suoi banchieri (Gold and Iron) di Fritz Stern
- 1979
  - Biografia e autobiografia: Robert Kennedy and His Times di Arthur M. Schlesinger Jr.
    - Remembering Poets di Donald Hall
    - American Caesar: Douglas Macarthur di William Manchester
    - Prodigal Father: The Life of John Butler Yeats di William M. Murphy
    - Woman of Letters: A Life of Virginia Woolf di Phyllis Rose

  - Pensiero contemporaneo: The Snow Leopard di Peter Matthiessen
    - Stable Peace di Kenneth E. Boulding
    - This House of Sky: Landscapes of the Western Wind di Ivan Doig
    - New York Jew di Alfred Kazin
    - Modern Art di Meyer Schapiro

  - Storia: Intellectual Life in the Colonial South, 1585-1763 di Richard Beale Davis
    - Re o popolo: il potere e il mandato di governare (Kings or People) di Reinhard Bendix
    - Germany, 1866-1945 di Gordon A. Craig
    - The American Railroad Passenger Car di John H. White Jr.
    - Inventing America di Garry Wills

### Anni 1980-1989
- 1980
  - Attualità in edizione rilegata: Julia Child and More Company di Julia Child
    - Design for Independent Living: The Environment and Physically Disabled People di Raymond Lifchez e Barbara Winslow
    - Your Second Life: Vitality and Growth in Middle and Later Years di Gay Gaer Luce
    - The Pritkin Program for Diet and Exercise di Nathan Pritikin e Patrick M. McGrady Jr.
    - Privacy: How to Protect What's Left of It di Robert Ellis Smith

  - Attualità in edizione tascabile: La cultura del narcisismo: l'individuo in fuga dal sociale in un'eta di disillusioni collettive (The Culture of Narcissism) di Christopher Lasch
    - Babysense: A Practical and Supportive Guide to Baby Care di Frances Wells Burck
    - The Integral Urban House: Self-Reliant Living in the City di Farallones Institute
    - Pregnancy and Childbirth di Tracy Hotchner
    - Alice, Let's Eat di Calvin Trillin

  - Autobiografia in edizione rilegata: Io (Lauren Bacall by Myself) di Lauren Bacall
    - La vita è una gara di ballo (I'm Dancing As Fast As I Can) di Barbara Gordon
    - Front and Center di John Houseman
    - Obituaries di William Saroyan

  - Autobiografia in edizione tascabile: And I Worked at the Writer's Trade: Chapters of Literary History 1918-1978 di Malcolm Cowley
  - Biografia in edizione rilegata: The Rise of Theodore Roosevelt di Edmund Morris
    - Marquand: An American Life di Millicent Bell
    - Bloomsbury: A House of Lions di Leon Edel
    - Bernard Berenson: The Making of a Connoisseur di Ernest Samuels

  - Biografia in edizione tascabile: Max Perkins: Editor of Genius di A. Scott Berg
    - Samuel Johnson di W. Jackson Bate
    - American Caesar di William Manchester
    - Robert Kennedy and His Times di Arthur M. Schlesinger Jr.

  - Religione in edizione rilegata: I vangeli gnostici (The Gnostic Gospels) di Elaine Pagels
    - The Heretical Imperative: Contemporary Possibilities of Religious Affirmation di Peter L. Berger
    - Introduction to the Old Testament as Scripture di Brevard S. Childs
    - Love is Stronger than Death di Peter J. Kreeft
    - The Authority and Interpretation of the Bible: An Historical Approach di Jack B. Rogers e Donald K. McKim

  - Religione in edizione tascabile: A Severe Mercy di Sheldon Vanauken
    - Illusioni: Le avventure di un messia riluttante (Illusions: The Adventures of a Reluctant Messiah) di Richard Bach
    - The Helper di Catherine Marshall

  - Saggistica generale in edizione rilegata: La stoffa giusta (The Right Stuff) di Tom Wolfe
    - America Revised di Frances FitzGerald
    - The Powers That Be di David Halberstam
    - A Nervous Splendor: Vienna, 1888-1889 di Frederic Morton
    - The Man Who Kept the Secrets: Richard Helms and the CIA di Thomas Powers

  - Saggistica generale in edizione tascabile: The Snow Leopard di Peter Matthiessen
    - Lying: Moral Choice in Public and Private Life di Sissela Bok
    - Lupi: dalla parte del miglior nemico dell'uomo (Of Wolves and Men) di Barry Lopez

  - Scienza in edizione rilegata: Gödel, Escher, Bach: un'eterna ghirlanda brillante (Godel, Escher, Bach: An Eternal Golden Braid) di Douglas Hofstadter
    - Turbare l'universo (Disturbing the Universe) di Freeman Dyson
    - Living Corals di Douglas Faulkner e Richard Chesher
    - Bumblebee Economics di Bernd Heinrich
    - L'ottavo giorno della creazione: la scoperta del DNA (The Eighth Day of Creation: Makers of the Revolution in Biology) di Horace Freeland Judson

  - Scienza in edizione tascabile: The Dancing Wu Li Masters: An Overview of the New Physics di Gary Zukav
    - Black Holes and Warped Spacetime di William J. Kaufman III
    - The Essential Tension: Selected Studies in Scientific Tradition and Change di Thomas S. Kuhn
    - The Thin Edge: Coast and Man in Crisis di Anne W. Simon

  - Storia in edizione rilegata: The White House Years di Henry A. Kissinger
    - Franklin D. Roosevelt and American Foreign Policy di Robert Dallek
    - Decline of Bismarck's European Order: Franco-Russian Relations, 1875-1890 di George F. Kennan
    - Utopian Thought in the Western World di Frank E. Manuel e Fritzie P. Manuel
    - Munich: The Price of Peace di Telford Taylor

  - Storia in edizione tascabile: Uno specchio lontano. Un secolo di avventure e di calamità: il Trecento (A Distant Mirror: The Calamitous 14th Century) di Barbara W. Tuchman
    - The Making of Jazz: A Comprehensive History di James Lincoln Collier
    - The Physicists: The History of a Scientific Community in Modern America di Daniel J. Kevles
    - Perjury: The Hiss-Chambers Case di Allen Weinstein
    - In Search of History: A Personal Adventure di Theodore H. White
- 1981
  - Autobiografia/Biografia in edizione rilegata: Walt Whitman di Justin Kaplan
    - Peter the Great di Robert K. Massie
    - Nathaniel Hawthorne in His Times di James R. Mellow
    - Orwell: The Transformation di Peter Stansky e William Abrahams
    - Walter Lippman and the American Century di Ronald Steel

  - Autobiografia/Biografia in edizione tascabile: Samuel Beckett di Deirdre Bair
    - Willa Cather di E.K. Brown
    - Bloomsbury: A House of Lions di Leon Edel
    - Facts of Life di Maureen Howard
    - Being Bernard Berenson di Meryle Secrest

  - Saggistica generale in edizione rilegata: China Men di Maxine Hong Kingston
    - The Dream of the Golden Mountains di Malcolm Cowley
    - From a Limestone Ledge di John Graves
    - Naming Names di Victor S. Navasky
    - American Dreams: Lost and Found di Studs Terkel

  - Saggistica generale in edizione tascabile: The Last Cowboy di Jane Kramer
    - The White Album di Joan Didion
    - The Powers That Be di David Halberstam
    - Merchants of Grain di Dan Morgan
    - L'ultimo treno della Patagonia (The Old Patagonian Express) di Paul Theroux

  - Scienza in edizione rilegata: Il pollice del panda (The Panda's Thumb: More Reflections on Natural History) di Stephen Jay Gould
    - The Abyss of Time di Claude C. Albritton Jr.
    - The Wooing of Earth di René Dubos
    - Galaxies di Timothy Ferris
    - Cosmo (Cosmos) di Carl Sagan

  - Scienza in edizione tascabile: The Medusa and the Snail di Lewis Thomas
    - Il romanzo della scienza (Broca's Brain) di Carl Sagan
    - The Big Bang di Joseph Silk
    - Black Holes di Walter Sullivan

  - Storia in edizione rilegata: Cristianesimo, tolleranza, omosessualità (Christianity, Social Tolerance and Homosexuality) di John Boswell
    - Fire in the Minds of Men di James H. Billington
    - The Age of Reform, 1250-1550 di Steve Ozmont
    - Vienna fin de siecle: politica e cultura (Fin-de-Siècle Vienna) di Carl E. Schorske
    - The Shaping of America di Page Smith

  - Storia in edizione tascabile: Been in the Storm so Long: The Aftermath of Slavery di Leon F. Litwak
    - Facing West di Richard Drinnon
    - In the Matter of Color di A. Leon Higginbotham Jr.
    - Munich: The Price of Peace di Telford Taylor
    - Storia del popolo americano: dal 1492 a oggi (A People's History of the United States) di Howard Zinn
- 1982
  - Autobiografia/Biografia in edizione rilegata: Mornings on Horseback di David McCullough
    - Waldo Emerson di Gay Wilson Allen
    - Jefferson and His Time: The Sage of Monticello di Dumas Malone
    - Grant di William S. McFeely
    - The Beechers di Milton Rugoff

  - Autobiografia/Biografia in edizione tascabile: Walter Lippmann and the American Century di Ronald Steel
    - Helen and Teacher: The Story of Helen Keller and Anne Sullivan Macy di Joseph P. Lash
    - Peter the Great di Robert K. Massie
    - Maugham di Ted Morgan
    - Bernard Berenson: The Making of a Connoisseur di Ernest Samuels

  - Saggistica generale in edizione rilegata: The Soul of a New Machine di Tracy Kidder
    - The Geography of the Imagination di Guy Davenport
    - National Defense di James Fallows
    - Psychoanalysis: The Impossible Profession di Janet Malcolm
    - Russian Journal di Andrea Lee

  - Saggistica generale in edizione tascabile: Naming Names di Victor S. Navasky
    - La volontà di guarire: anatomia di una malattia (Anatomy of an Illness As Perceived by the Patient) di Norman Cousins
    - African Calliope: A Journey to the Sudan di Edward Hoagland
    - Great Expectations: America and the Baby Boom Generation di Landon Y. Jones Jr.
    - Nature and Culture: American Landscape Painting, 1825-1875 di Barbara Novak

  - Scienza in edizione rilegata: Lucy: le origini dell'umanità (Lucy: The Beginnings of Humankind) di Donald C. Johanson e Maitland A. Edey
    - Life in Darwin's Universe: Evolution and the Cosmos di Gene Bylinsky
    - Alba cosmica: l'origine della materia e della vita (Cosmic Dawn: The Origins of Matter and Life) di Eric Chaisson
    - Intelligenza e pregiudizio (The Mismeasure of Man) di Stephen Jay Gould
    - L'evoluzione dell'evoluzione: un nuovo calendario per l'origine delle specie (The New Evolutionary Timetable: Fossils, Genes and the Origin of Species) di Steven M. Stanley

  - Scienza in edizione tascabile: Taking the Quantum Leap: The New Physics for Nonscientists di Fred Alan Wolf
    - Turbare l'universo (Disturbing the Universe) di Freeman Dyson
    - Darwin on Man: A Psychological study of Scientific Creativity di Howard E. Gruber
    - Bumblebee Economics di Bernd Heinrich
    - The Seven Mysteries of Life: An Exploration in Science and Philosophy di Guy Murchie

  - Storia in edizione rilegata: People of the Sacred Mountain: A History of the Northern Cheyenne Chiefs and Warrior Societies, 1830-1879 di Peter John Powell
    - 1587, a Year of No Significance: The Ming Dynasty in Decline di Ray Huang
    - Warriors at Suez: Eisenhower Takes America into the Middle East di Donald Neff
    - Eisenhower's Lieutenants: The Campaign of France and Germany, 1944-1945 di Russell F. Weigley
    - Mary Chestnut's Civil War, curato da C. Vann Woodward

  - Storia in edizione tascabile: La generazione del 1914 (The Generation of 1914) di Robert Wohl
    - The Dream of the Golden Mountains di Malcolm Cowley
    - Franklin D. Roosevelt and American Foreign Policy, 1932-1945 di Robert Dallek
    - At Odds: Women and the Family in America from the Revolution to the Present di Carl N. Degler
    - The Law of the Land: The Evolution of Our Legal System di Charles Rembar
- 1983
  - Autobiografia/Biografia in edizione rilegata: Isak Dinesen: The Life of a Storyteller di Judith Thurman
    - Growing Up di Russell Baker
    - The Path to Power: The Years of Lyndon Johnson di Robert A. Caro
    - Tumultuous Years: The Presidency of Harry S. Truman, 1949-1953 di Robert J. Donovan
    - Sketches from Life: The Early Years di Lewis Mumford

  - Autobiografia/Biografia in edizione tascabile: Nathaniel Hawthorne in His Times di James R. Mellow
    - Jefferson in His Time, Vol. VI: The Sage of Monticello di Dumas Malone
    - William Carlos Williams: A New World Naked di Paul Mariani
    - Grant di William S. McFeely
    - Alice James: A Biography di Jean Strouse

  - Saggistica generale in edizione rilegata: China: Alive in the Bitter Sea di Fox Butterfield
    - The Nuclear Delusion: Soviet-American Relations in the Atomic Age di George F. Kennan
    - Indecent Exposure: A True Story of Hollywood and Wall Street di David McClintock
    - The Fate of the Earth di Jonathan Schell
    - Is There No Place on Earth for Me? di Susan Sheehan

  - Saggistica generale in edizione tascabile: National Defense di James Fallows
    - Joe McCarthy and the Press di Edwin R. Bayley
    - Abroad: British Literary Traveling Between the Wars di Paul Fussell
    - Everything We Had: An Oral History of the Vietnam War di Al Santoli
    - Pioneer Women: Voices from the Kansas Frontier di Joanna L. Stratton

  - Scienza in edizione rilegata: Sottile è il Signore: la scienza e la vita di Albert Einstein ("Subtle is the Lord...": The Science and Life of Albert Einstein) di Abraham Pais
    - Scientific Temperaments: Three Lives in Contemporary Science di Philip J. Hilts
    - L'ala impigliata: i condizionamenti biologici dello spirito umano (The Tangled Wing: Biological Constraints on the Human Spirit) di Melvin Konner
    - Storia del pensiero biologico: diversità, evoluzione, eredità (The Growth of Biological Thought: Diversity, Evolution and Inheritance) di Ernst Mayr
    - Il codice cosmico (Cosmic Code: Physics as the Language of Nature) di Heinz R. Pagels

  - Scienza in edizione tascabile: L'esperienza matematica: da Talete al computer (The Mathematical Experience) di Philip J. Davis e Reuben Hersh
    - Matematica: la perdita della certezza (Mathematics: The Loss of Certainty) di Morris Kline
    - Portrait in the Wild: Animal Behavior in the Western World di Cynthia Moss
    - The Medical Detectives di Berton Rouechè
    - Darwin to DNA: Molecules to Humanity di G. Ledyard Stebbins

  - Storia in edizione rilegata: Voices of Protest: Huey Long, Father Coughlin and the Great Depression di Alan Brinkley
    - The Germans di Gordon A. Craig
    - L'intellettuale clandestino (The Literary Underground of the Old Regime) di Robert Darnton
    - Entertaining Satan di John Putnam Demos
    - Caccia al potere: tecnologia, armi, realtà sociale dall'anno Mille (The Pursuit of Power: Technology, Armed Force and Society Since A.D. 1000) di William H. McNeill
    - Southern Honor di Bertram Wyatt-Brown

  - Storia in edizione tascabile: Utopian Thought in the Western World di Frank E. Manuel e Fritzie P. Manuel
    - White Supremacy: A Comparative Study in American and South African History di George M. Fredrickson
    - 1587, a Year of No Significance: The Ming Dynasty in Decline di Ray Huang
    - Cartografi: precursori e innovatori da Tolomeo al satellite (The Mapmakers) di John Noble Wilford
- 1984: Andrew Jackson & the Course of American Democracy, 1833-1845 di Robert V. Remini
  - Becoming William James di Howard M. Feinstein
  - Thomas More di Richard Marius
  - The Nightmare of Reason: A Life of Franz Kafka di Ernst Pawel
  - One Writer's Beginnings di Eudora Welty
- 1985: Common Ground: A Turbulent Decade in the Lives of Three American Families di J. Anthony Lukas
  - In the Name of Eugenics: Genetics and the Use of Human Heredity di Daniel J. Kevles
  - ... The Heavens and the Earth: A Political History of the Space Age di Walter A. McDougall
- 1986: Sogni artici (Arctic Dreams) di Barry Lopez
  - War Without Mercy: Race and Power in the Pacific War di John Dower
  - The Paper: The Life and Times of the New York Herald Tribune di Richard Kluger
  - The Young Hemingway di Michael Reynolds
  - Tombee: Portrait of a Cotton Planter di Theodore Rosengarten
- 1987: L'invenzione della bomba atomica (The Making of the Atom Bomb) di Richard Rhodes
  - Look Homeward: The Life of Thomas Wolfe di David Herbert Donald
  - Caos (Chaos: Making a New Science) di James Gleick
  - Donne del Terzo Reich (Mothers in the Fatherland) di Claudia Koonz
  - New York 1930: Architecture and Urbanism Between the Two World Wars di Robert A.M. Stern, Gregory Gilmartin e Thomas Mellins
- 1988: Vietnam. Una sporca bugia (A Bright Shining Lie: John Paul Vann and America in Vietnam) di Neil Sheehan
  - Reconstruction: America's Unfinished Revolution, 1863-1877 di Eric Foner
  - The Enlightenment: An Interpretation di Peter Gay
  - Nora: The Real Life of Molly Bloom di Brenda Maddox
  - Jefferson and Monticello: The Biography of a Builder di Jack McLaughlin
- 1989: Da Beirut a Gerusalemme (From Beirut to Jerusalem) di Thomas L. Friedman
  - Parting the Waters: America in the King Years, 1954-63 di Taylor Branch
  - Danger and Survival: Choices about the Bomb in the First Fifty Years di McGeorge Bundy
  - Barbarian Sentiments: How the American Century Ends di William Pfaff
  - Mother Country: Britain, the Welfare State and Nuclear Pollution di Marilynne Robinson

### Anni 1990-1999
- 1990: The House of Morgan: An American Banking Dynasty and the Rise of Modern Finance di Ron Chernow
  - Small Victories: The Real World of a Teacher, Her Students and Their High School di Samuel G. Freedman
  - Richard Milhous Nixon: The Rise of an American Politician di Roger Morris
  - Jackson Pollock: An American Saga di Steven Naifeh e Gregory White Smith
  - Righteous Pilgrim: The Life and Times of Harold L. Ickes, 1847-1952 di T.H. Watkins
- 1991: Freedom di Orlando Patterson
  - Why Americans Hate Politics di E.J. Dionne Jr.
  - Praying for Sheetrock di Melissa Fay Greene
  - The Jameses: A Family Narrative di R.W.B. Lewis
  - Anne Sexton: A Biography  di Diane Wood Middlebrook
- 1992: Becoming a Man: Half a Life Story di Paul Monette
  - The Promise of the New South di Edward L. Ayers
  - Genio : la vita e la scienza di Richard Feynman (Genius: The Life and Science of Richard Feynman) di James Gleick
  - Truman di David McCullough
  - Lincoln a Gettysburg: le parole che hanno unito l'America (Lincoln at Gettysburg) di Garry Wills
- 1993: United States: Essays 1952-1992 di Gore Vidal
  - Land of Desire: Merchants, Power, and the Rise of a New American Culture di William Leach
  - W.E.B. Du Bois: Biography of a Race, 1868-1919 di David Levering Lewis
  - Gunfighter Nation: The Myth of the Frontier in Twentieth-Century America di Richard Slotkin
  - Battlefield: Farming a Civil War Battleground di Peter Svenson
- 1994: Come moriamo: riflessioni sull'ultimo capitolo della vita (How We Die: Reflections on Life's Final Chapter) di Sherwin B. Nuland
  - The Unredeemed Captive: A Family Story from Early America di John Demos
  - Strange Justice: The Selling of Clarence Thomas di Jane Mayer e Jill Abramson
  - Fatheralong: A Meditation on Fathers, Sons, Race and Society di John Edgar Wideman
  - Nell'esercito del faraone: ricordi della guerra perduta (In Pharoah's Army: Memories of the Lost War) di Tobias Wolff
- 1995: The Haunted Land: Facing Europe's Ghosts After Communism di Tina Rosenberg
  - Salvation on Sand Mountain: Snake Handling and Redemption in Southern Appalachia di Dennis Covington
  - L'idea pericolosa di Darwin: l'evoluzione e i significati della vita (Darwin's Dangerous Idea: Evolution and the Meaning of Life) di Daniel C. Dennett
  - Azione civile (A Civil Action) di Jonathan Harr
  - Ghosts of Mississippi di Maryanne Vollers
- 1996: An American Requiem: God, My Father, and the War that Came Between Us di James Carroll
  - The Temple Bombing di Melissa Fay Greene
  - The Living and the Dead: Robert McNamara and Five Lives of a Lost War di Paul Hendrickson
  - The Life of Nelson A. Rockefeller: Worlds to Conquer, 1908-1958 di Cary Reich
  - Fruitful: A Real Mother in the Modern World di Anne Roiphe
- 1997: American Sphinx: The Character of Thomas Jefferson di Joseph J. Ellis
  - Prigioniero del Papa re (The Kidnapping of Edgardo Mortara) di David I. Kertzer
  - My Brother di Jamaica Kincaid
  - Confessioni di un becchino poeta: riflessioni sulla vita da un lugubre mestiere (The Undertaking: Life Studies from the Dismal Trade) di Thomas Lynch
  - Whittaker Chambers di Sam Tanenhaus
- 1998: Slaves in the Family di Edward Ball
  - Shakespeare. L'invenzione dell'uomo (Shakespeare: The Invention of the Human) di Harold Bloom
  - There Once Was a World: A 900-Year Chronicle of the Shtetl of Eishyshok di Yaffa Eliach
  - A Slant of Sun: One Child's Courage di Beth Kephart
  - All on Fire: William Lloyd Garrison and the Abolition of Slavery di Henry Mayer
- 1999: Embracing Defeat: Japan in the Wake of World War II di John W. Dower
  - Woman: An Intimate Geography di Natalie Angier
  - Falco nero: una storia vera di uomini in guerra (Black Hawk Down: A Story of Modern War) di Mark Bowden
  - Places Left Unfinished at the Time of Creation di John Phillip Santos
  - Secrets of the Flesh: A Life of Colette di Judith Thurman

### Anni 2000-2009
- 2000: Nel cuore dell'oceano: la vera storia della baleniera Essex (In the Heart of the Sea: The Tragedy of the Whaleship Essex) di Nathaniel Philbrick
  - Dall'alba alla decadenza. Storia della cultura occidentale: 1500-2000 (From Dawn to Decadence: 500 Years of Western Cultural Life, 1500 to the Present) di Jacques Barzun
  - Processo e morte di un fascista: il caso di Robert Brasillach (The Collaborator: The Trial and Execution of Robert Brasillach) di Alice Kaplan
  - W.E.B. Du Bois: The Fight for Equality and the American Century, 1919-1963 di David Levering Lewis
  - Darkness in El Dorado: How Scientists and Journalists Devastated the Amazon di Patrick Tierney
- 2001: Il demone di mezzogiorno: depressione (The Noonday Demon: An Atlas of Depression) di Andrew Solomon
  - American Chica: Two Worlds, One Childhood di Marie Arana
  - The Lost Children of Wilder: The Epic Struggle to Change Foster Care di Nina Bernstein
  - My Story as Told by Water di David James Duncan
  - Neighbors: The Destruction of the Jewish Community in Jedwabne, Poland di Jan T. Gross
- 2002: Master of the Senate: The Years of Lyndon Johnson di Robert A. Caro
  - Quando il fumo scorreva come l'acqua: inganni ambientali e battaglie contro l'inquinamento (When Smoke Ran Like Water: Tales of Environmental Deception and the Battle Against Pollution) di Devra Davis
  - Salvo complicazioni: appunti di un chirurgo americano su una scienza imperfetta (Complications: A Surgeon's Notes on an Imperfect Science) di Atul Gawande
  - The Last American Man di Elizabeth Gilbert
  - Mappe della storia dell'uomo: il passato che nei nostri geni (Mapping Human History: Discovering the Past through Our Genes) di Steve Olson
- 2003: Aspettando la neve all'Avana (Waiting for Snow in Havana: Confessions of a Cuban Boy) di Carlos Eire
  - Gulag: storia dei campi di concentramento sovietici (Gulag: A History) di Anne Applebaum
  - The Big House: A Century in the Life of an American Summer Home di George Howe Colt
  - Lost Prophet: The Life and Times of Bayard Rustin di John D'Emilio
  - Il diavolo e la città bianca (The Devil in the White City: Murder, Magic, and Madness at the Fair that Changed America) di Erik Larson
- 2004: Arc of Justice: A Saga of Race, Civil Rights, and Murder in the Jazz Age di Kevin Boyle
  - Washington's Crossing di David Hackett Fischer
  - Life on the Outside: The Prison Odyssey of Elaine Bartlett di Jennifer Gonnerman
  - Vita, arte e passioni di William Shakespeare, capocomico: come Shakespeare divenne Shakespeare (Will in the World: How Shakespeare Became Shakespeare) di Stephen Greenblatt
  - The 9/11 Commission Report: Final Report of the National Commission on Terrorist Attacks upon the United States- Authorized Edition
- 2005: L'anno del pensiero magico (The Year of Magical Thinking) di Joan Didion
  - Lontano dall'Eden: un'odissea ecologica (Out of Eden: An Odyssey of Ecological Invasion) di Alan Burdick
  - Jean-Jacques Rousseau: Restless Genius di Leo Damrosch
  - 102 minuti (102 Minutes: The Untold Story of the Fight to Survive Inside the Twin Towers) di Jim Dwyer e Kevin Flynn
  - Bury the Chains: Prophets and Rebels in the Fight to Free an Empire's Slaves di Adam Hochschild
- 2006: The Worst Hard Time: The Untold Story of Those Who Survived the Great American Dust Bowl di Timothy Egan
  - At Canaan's Edge: America in the King Years, 1965-68 di Taylor Branch
  - Green Zone: il lato oscuro dell'impero americano a Baghdad (Imperial Life in the Emerald City: Inside Iraq's Green Zone) di Rajiv Chandrasekaran
  - Oracle Bones: A Journey Between China's Past and Present  di Peter Hessler
  - Le altissime torri: come Al-Qaeda giunse all'11 settembre (The Looming Tower: Al-Qaeda and the Road to 9/11) di Lawrence Wright
- 2007: CIA: ascesa e caduta dei servizi segreti più potenti del mondo (Legacy of Ashes: The History of the CIA) di Tim Weiner
  - Fratello, sto morendo (Brother, I'm Dying) di Edwidge Danticat
  - Dio non è grande. Come la religione avvelena ogni cosa (God Is Not Great: How Religion Poisons Everything) di Christopher Hitchens
  - Unruly Americans and the Origins of the Constitution di Woody Holton
  - Ralph Ellison: A Biography di Arnold Rampersad
- 2008: The Hemingses of Monticello: An American Family di Annette Gordon-Reed
  - This Republic of Suffering: Death and the American Civil War  di Drew Gilpin Faust
  - The Dark Side: The Inside Story of How the War on Terror Turned into a War on American Ideals di Jane Mayer
  - Final Salute: A Story of Unfinished Lives di Jim Sheeler
  - The Suicide Index: Putting My Father's Death in Order di Joan Wickersham
- 2009: The First Tycoon: The Epic Life of Cornelius Vanderbilt di T. J. Stiles
  - Following the Water: A Hydromancer's Notebook di David M. Carroll
  - Remarkable Creatures: Epic Adventures in the Search for the Origins of Species di Sean B. Carroll
  - Fordlandia: The Rise and Fall of Henry Ford's Forgotten Jungle City di Greg Grandin
  - Il re veleno: vita e leggenda di Mitridate, acerrimo nemico di Roma (The Poison King: The Life and Legend of Mithradates, Rome's Deadliest Enemy) di Adrienne Mayor

### Anni 2010-2019
- 2010: Just Kids di Patti Smith
  - Per mano nel buio (Nothing to Envy: Ordinary Lives in North Korea) di Barbara Demick
  - Cultures of War: Pearl Harbor, Hiroshima, 9-11, Iraq di John W. Dower
  - Secret Historian: The Life and Times of Samuel Steward di Justin Spring
  - Every Man in This Village Is a Liar: An Education in War di Megan K. Stack
- 2011: Il manoscritto. Come la riscoperta di un libro perduto cambiò la storia della cultura europea (The Swerve: How the World Became Modern) di Stephen Greenblatt
  - The Convert: A Tale of Exile and Extremism di Deborah Baker
  - Love and Capital: Karl and Jenny Marx and the Birth of a Revolution di Mary Gabriel
  - Malcolm X: tutte le verità oltre la leggenda (Malcolm X: A Life of Reinvention) di Manning Marable
  - Radioactive: Marie & Pierre Curie, A Tale of Love and Fallout di Lauren Redniss
- 2012: Belle per sempre (Behind the Beautiful Forevers: Life, Death, and Hope in a Mumbai Undercity) di Katherine Boo
  - Iron Curtain: The Crushing of Eastern Europe, 1945-1956 di Anne Applebaum
  - The Passage of Power: The Years of Lyndon Johnson, Volume 4 di Robert A. Caro
  - The Boy Kings of Texas di Domingo Martinez
  - La casa di pietra. Memorie di una casa, una famiglia e un Medio Oriente perduto (House of Stone: A Memoir of Home, Family, and a Lost Middle East) di Anthony Shadid
- 2013: The Unwinding: An Inner History of the New America di George Packer
  - Book of Ages: The Life and Opinions of Jane Franklin di Jill Lepore
  - Le furie di Hitler: complici, carnefici, storie dell'altra metà del Reich (Hitler's Furies: German Women in the Nazi Killing Fields) di Wendy Lower
  - The Internal Enemy: Slavery and War in Virginia, 1772-1832 di Alan Taylor
  - Going Clear: Scientology, Hollywood, & the Prison of Belief di Lawrence Wright
- 2014: Age of Ambition: Chasing Fortune, Truth, and Faith in the New China di Evan Osnos
  - Can't We Talk About Something More Pleasant? di Roz Chast
  - No Good Men Among the Living: America, the Taliban, and the War through Afghan Eyes di Anand Gopal
  - Tennessee Williams: Mad Pilgrimage of the Flesh di John Lahr
  - The Meaning of Human Existence di Edward O. Wilson
- 2015: Tra me e il mondo (Between the World and Me) di Ta-Nehisi Coates
  - Hold Still: A Memoir with Photographs di Sally Mann
  - The Soul of an Octopus: A Surprising Exploration into the Wonder of Consciousness di Sy Montgomery
  - If the Oceans Were Ink: An Unlikely Friendship and a Journey to the Heart of the Quran di Carla Power
  - Ordinary Light: A Memoir di Tracy K. Smith
- 2016: Stamped from the Beginning: The Definitive History of Racist Ideas in America di Ibram X. Kendi
  - Strangers in Their Own Land: Anger and Mourning on the American Right di Arlie Russell Hochschild
  - Nothing Ever Dies: Vietnam and the Memory of War di Viet Thanh Nguyen
  - The Other Slavery: The Uncovered Story of Indian Enslavement in America di Andrés Reséndez
  - Blood in the Water: The Attica Prison Uprising of 1971 and Its Legacy di Heather Ann Thompson
- 2017: Il futuro è storia (The Future Is History: How Totalitarianism Reclaimed Russia) di Masha Gessen
  - Never Caught: The Washingtons’ Relentless Pursuit of Their Runaway Slave, Ona Judge di Erica Armstrong Dunbar
  - The Evangelicals: The Struggle to Shape America di Frances FitzGerald
  - Killers of the Flower Moon: The Osage Murders and the Birth of the FBI di David Grann
  - Democracy in Chains: The Deep History of the Radical Right’s Stealth Plan for America di Nancy MacLean
- 2018: The New Negro: The Life of Alain Locke di Jeffrey C. Stewart
  - The Indian World of George Washington: The First President, the First Americans, and the Birth of the Nation di Colin G. Calloway
  - American Eden: David Hosack, Botany, and Medicine in the Garden of the Early Republic di Victoria Johnson
  - Heartland: A Memoir of Working Hard and Being Broke in the Richest Country on Earth di Sarah Smarsh
  - We the Corporations: How American Businesses Won Their Civil Rights di Adam Winkler
- 2019: The Yellow House di Sarah M. Broom
  - Thick: And Other Essays di Tressie McMillan Cottom
  - What You Have Heard is True: A Memoir of Witness and Resistance di Carolyn Forché
  - The Heartbeat of Wounded Knee: Native America from 1890 to the Present di David Treuer
  - Solitary di Albert Woodfox e Leslie George

### Anni 2020-2029
- 2020: The Dead Are Arising: The Life of Malcolm X di Les Payne e Tamara Payne[1]
  - Unworthy Republic: The Dispossession of Native Americans and the Road to Indian Territory di Claudio Saunt
  - My Autobiography of Carson McCullers: A Memoir di Jenn Shapland
  - The Undocumented Americans di Karla Cornejo Villavicencio
  - How To Make a Slave and Other Essays di Jerald Walker
- 2021: All That She Carried: The Journey of Ashley’s Sack, a Black Family Keepsake di Tiya Miles[2]
  - A Little Devil in America: Notes in Praise of Black Performance di Hanif Abdurraqib
  - Running Out: In Search of Water on the High Plains di Lucas Bessire
  - Tastes Like War: A Memoir di Grace M. Cho
  - Covered with Night: A Story of Murder and Indigenous Justice in Early America di Nicole Eustace
- 2022: South to America: A Journey Below the Mason-Dixon To Understand the Soul of a Nation di Imani Perry[3]
  - The Invisible Kingdom: Reimagining Chronic Illness di Meghan O'Rourke
  - Senza respiro (Breathless: The Scientific Race To Defeat a Deadly Virus) di David Quammen
  - L'uomo che spostava le nuvole (The Man Who Could Move Clouds: A Memoir) di Ingrid Rojas Contreras
  - His Name Is George Floyd: One Man's Life and the Struggle for Racial Justice di Robert Samuels e Toluse Olorunnipa
- 2023: The Rediscovery of America: Native Peoples and the Unmaking of U.S. History di Ned Blackhawk[4]
  - L'invincibile estate di Liliana (Liliana’s Invincible Summer: A Sister’s Search for Justice) di Cristina Rivera Garza
  - Ordinary Notes di Christina Sharpe
  - We Could Have Been Friends, My Father and I: A Palestinian Memoir di Raja Shehadeh
  - Fire Weather: A True Story from a Hotter World di John Vaillant
- 2024: Soldiers and Kings: Survival and Hope in the World of Human Smuggling di Jason De León[5]
  - Circle of Hope: A Reckoning With Love, Power and Justice in an American Church di Eliza Griswold
  - Unshrinking: How to Face Fatphobia di Kate Manne
  - Coltello. Meditazioni dopo un tentato assassinio (Knife: Meditations After an Attempted Murder) di Salman Rushdie
  - Whiskey Tender di Deborah Jackson Taffa